# Show Me Love (Not A Dream)
「Show Me Love (Not A Dream)」（ショー・ミー・ラブ （ノット・ア・ドリーム））は、日本のシンガーソングライター宇多田ヒカルの楽曲。ベストアルバム『Utada Hikaru SINGLE COLLECTION VOL.2』からの先行デジタルシングルとして2010年11月17日に配信された。

## 背景
2010年8月9日、宇多田ヒカルは、自身のブログにて2011年以降アーティスト活動を一時休止することを発表した。あわせて、シングル・コレクション『Utada Hikaru SINGLE COLLECTION VOL.2』が、2010年秋にリリースされると発表。10月5日には、11月24日に発売される同アルバムの収録内容が発表され、本楽曲がDISC2の新曲5曲のうちに含まれていることも明らかになった。アルバムリリースが1週間前に迫った11月7日、本楽曲が、2011年2月11日に公開される東宝配給映画『あしたのジョー』の主題歌として起用されることが発表された。映画関係者によると、"夢じゃなくて、愛を見せてよ”というストレートかつ力強い世界観に共感し、起用が決定したという。本楽曲は、同日17時よりレコチョクにて着うた(R)、着うたフル(R)、RBTの先行配信がスタートした。

## 制作
『タワーレコード』のインタビューによると、本作は『VOL.2』収録の同じく新曲である「嵐の女神」と共に、2008年ごろデモのレコーディングが行われ一応完成していた。なお、当時の仮タイトルは「PURPLE」。しかし、宇多田自身は歌詞に満足しておらず、発表の時期も逃していた。『VOL.2』制作での、新曲を収録する際に、「あの未消化だった2曲と向き合わなきゃと」と思い歌詞を全て書き直している。この作業について宇多田は、「すんごく難しくて苦しかったけど、あの時向き合えなかったことと向き合えて、ホントに書き直して良かったと思った」と述懐している。

## 音楽性
「Show Me Love (Not A Dream)」は、宇多田ヒカルの楽曲では珍しい、ロック色の濃いナンバー。力強いバンドサウンドと、意思のある宇多田の歌声も印象的である。
宇多田はインタビューで、歌詞の一節〈 紫の信号が光って 〉について、「青信号の『行け』っていうのと、赤信号の『止まれ』っていうのが重複した気持ち」を表わしているとした。また、現代社会に生きる人々が抱える「混乱」や、「泣くこと」の重要性などを指摘し、「自分の中の矛盾」が心を疲弊させ、エネルギーを奪っていくのだということを伝えたかったと語った。

## 批評家の反応
『タワーレコード』の松浦靖恵は、本楽曲について、「活動一時休止という大きな決断をするまでの彼女の心境が感じ取れる」とした。また「ひとつひとつの言葉に決意が見える歌詞は、まさに＜これが今の私です!＞と言っているかのようだ。」と語った。『WHAT's IN?』の柳沢幹夫は『VOL.2』のレビューの中で、本作は同アルバムに収録された新曲5曲の中で特に際立った曲で、「痛々しいまでの爆発には産毛が逆立つ」と批評している。

## プロモーション
「Show Me Love (Not A Dream)」は、アルバムのプロモーションのために放送されたレコチョクのコマーシャルに起用された。また、2011年公開の山下智久主演映画『あしたのジョー』の主題歌に採用された。
2010年12月8日・9日に行われた「WILD LIFE」（活動休止前最後のコンサート）の12曲目に披露された。また、2011年1月15日放送のドキュメンタリー番組『宇多田ヒカル〜今のわたし〜』（NHK総合）の、オープニングでも歌唱している。

## 収録曲
作詞：宇多田ヒカル
作曲：宇多田ヒカル
編曲：宇多田ヒカル、Matt Rohde
1. Show Me Love (Not A Dream)

## チャート
| チャート (2010年)                           | 最高 順位 |
| ------------------------------------------- | --------- |
| RIAJ有料音楽配信チャート                    | 21        |
| チャート(2011年)                            | 最高 順位 |
| ビルボード Japan Adult Contemporary Airplay | 20        |
| ビルボード Japan Hot 100                    | 27        |
| RIAJ有料音楽配信チャート                    | 33        |

## 発売日一覧
| 地域 | 情報           | 規格                         |
| ---- | -------------- | ---------------------------- |
| 日本 | 2010年11月17日 | 携帯端末向けフル配信、着信音 |
| 日本 | 2010年11月24日 | PC配信                       |